# Eduard Kittel
Eduard Kittel (7. listopadu 1833 Litoměřice – 14. srpna 1900 Litoměřice) byl rakouský a český pedagog a politik německé národnosti, v 60. a 70. letech 19. století poslanec Českého zemského sněmu.

## Biografie
Profesí byl pedagogem a politikem. Dlouhodobě působil v Chebu jako ředitel gymnázia a okresní školní inspektor. Publikoval regionální historiografické studie.
V 60. letech 19. století se zapojil i do zemské politiky. V zemských volbách v Čechách v lednu 1867 byl zvolen v městské kurii (obvod Cheb) do Českého zemského sněmu. Mandát za svůj okrsek obhájil i v zemských volbách v březnu 1867 a v krátce poté konaných volbách roku 1870. Před volbami roku 1872 se vzdal kandidatury. Dal přednost svým povinnostem ve vedení školského ústavu. V tisku uvedl, že děkuje za dosavadní projevenou přízeň a dodal: „Protože nechci být příčinou, aby Cheb nemohl být zastoupen v Říšské radě, vyklidím své místo jinému, který bude moci všem požadavkům voličů spravedlivě dostát.“
V září 1878 mu bylo uděleno čestné občanství města Cheb. V té době se uvádí jako ředitel c. k. učitelského ústavu v Linci, kde také bydlel.